# Pons (cràter)

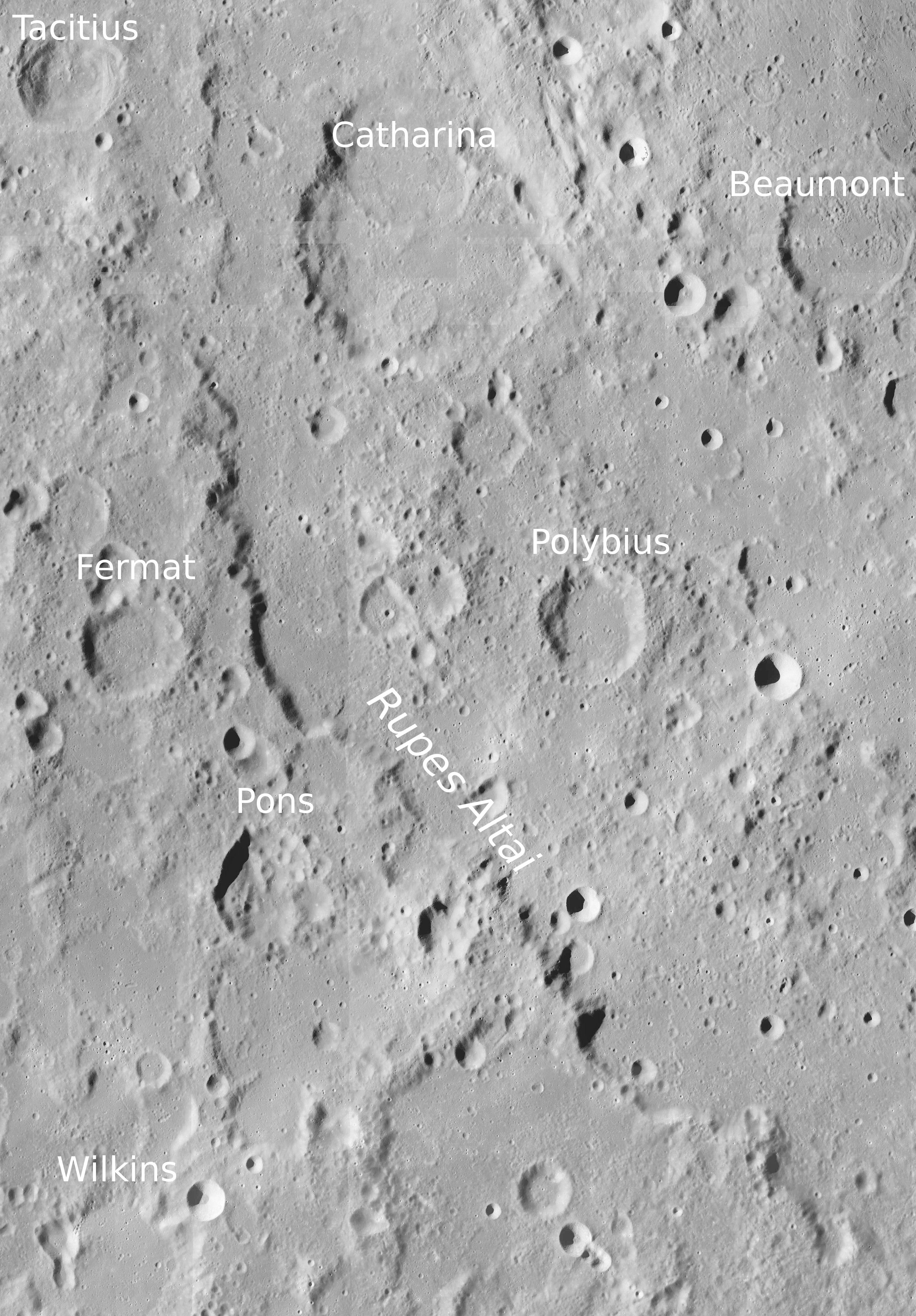
Fotografia de la missió Lunar Reconnaissance Orbiter

Pons és un cràter d'impacte lunar que es troba a l'oest del Rupes Altai, un prominent escarpament. Es troba al sud-est del cràter Sacrobosco, i al sud-oest de Polibi. Al nord-oest en el mateix flanc de la formació apareix el cràter Fermat.

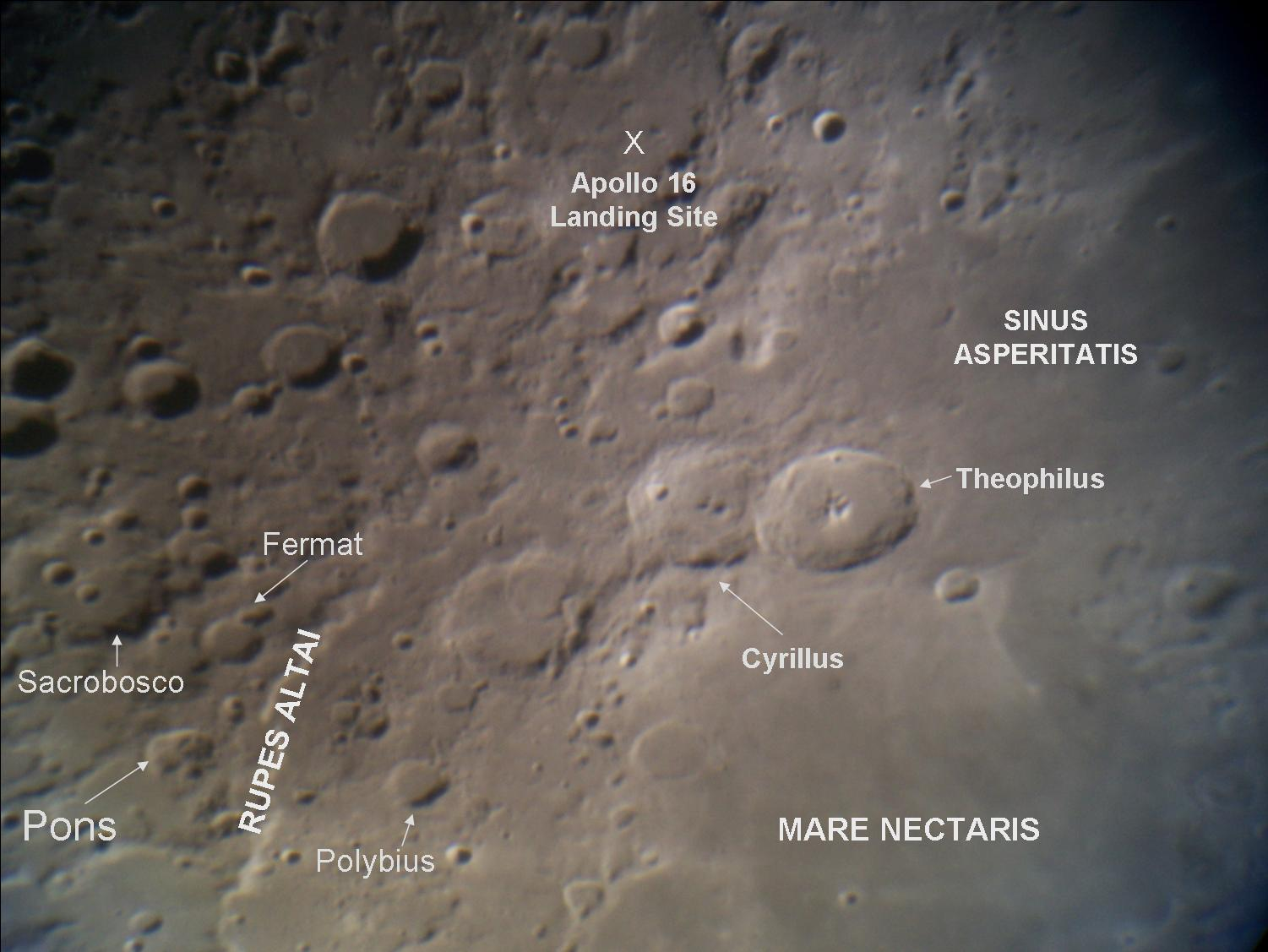
Localització de Pons (cantonada inferior esquerra de la imatge)

La vora de Pons presenta una forma una mica ovalada, sent més llarg en l'eix nord-est-sud-oest que en la direcció perpendicular. La paret externa és irregular i amb osques, particularment en l'extrem nord-est, on està parcialment coberta pel cràter satèl·lit Pons D i per múltiples formacions més petites. L'interior és desigual, amb crestes baixes que es projecten des de les vores del nord i del sud-est.

## Cràters satèl·lit
Per convenció aquests elements són identificats en els mapes lunars posant la lletra en el costat del punt central del cràter que està més proper a Pons.
|      | \| Pons \| Coordenades \| Diàmetre \| \| ---- \| ------------------------------------ \| -------- \| \| A \| 27° 18′ S, 20° 00′ E / 27.3°S,20.0°E \| 12 km \| \| B \| 28° 42′ S, 20° 42′ E / 28.7°S,20.7°E \| 13 km \| \| C \| 27° 54′ S, 22° 18′ E / 27.9°S,22.3°E \| 18 km \| \| D \| 25° 30′ S, 22° 06′ E / 25.5°S,22.1°E \| 15 km \| \| E \| 25° 48′ S, 23° 48′ E / 25.8°S,23.8°E \| 18 km \| \| F \| 23° 42′ S, 21° 12′ E / 23.7°S,21.2°E \| 12 km \| \| G \| 28° 18′ S, 21° 24′ E / 28.3°S,21.4°E \| 6 km \| \| H \| 26° 54′ S, 22° 18′ E / 26.9°S,22.3°E \| 10 km \| \| J \| 24° 54′ S, 22° 12′ E / 24.9°S,22.2°E \| 5 km \| \| K \| 27° 24′ S, 22° 48′ E / 27.4°S,22.8°E \| 7 km \| \| L \| 27° 30′ S, 20° 54′ E / 27.5°S,20.9°E \| 8 km \| \| M \| 27° 06′ S, 24° 06′ E / 27.1°S,24.1°E \| 11 km \| \| N \| 26° 00′ N, 23° 00′ E / 26.0°N,23.0°E \| 6 km \| \| P \| 25° 00′ N, 23° 06′ E / 25.0°N,23.1°E \| 5 km \| |          |
| Pons | Coordenades | Diàmetre |
| A    | 27° 18′ S, 20° 00′ E / 27.3°S,20.0°E | 12 km    |
| B    | 28° 42′ S, 20° 42′ E / 28.7°S,20.7°E | 13 km    |
| C    | 27° 54′ S, 22° 18′ E / 27.9°S,22.3°E | 18 km    |
| D    | 25° 30′ S, 22° 06′ E / 25.5°S,22.1°E | 15 km    |
| E    | 25° 48′ S, 23° 48′ E / 25.8°S,23.8°E | 18 km    |
| F    | 23° 42′ S, 21° 12′ E / 23.7°S,21.2°E | 12 km    |
| G    | 28° 18′ S, 21° 24′ E / 28.3°S,21.4°E | 6 km     |
| H    | 26° 54′ S, 22° 18′ E / 26.9°S,22.3°E | 10 km    |
| J    | 24° 54′ S, 22° 12′ E / 24.9°S,22.2°E | 5 km     |
| K    | 27° 24′ S, 22° 48′ E / 27.4°S,22.8°E | 7 km     |
| L    | 27° 30′ S, 20° 54′ E / 27.5°S,20.9°E | 8 km     |
| M    | 27° 06′ S, 24° 06′ E / 27.1°S,24.1°E | 11 km    |
| N    | 26° 00′ N, 23° 00′ E / 26.0°N,23.0°E | 6 km     |
| P    | 25° 00′ N, 23° 06′ E / 25.0°N,23.1°E | 5 km     |